# Kelheim

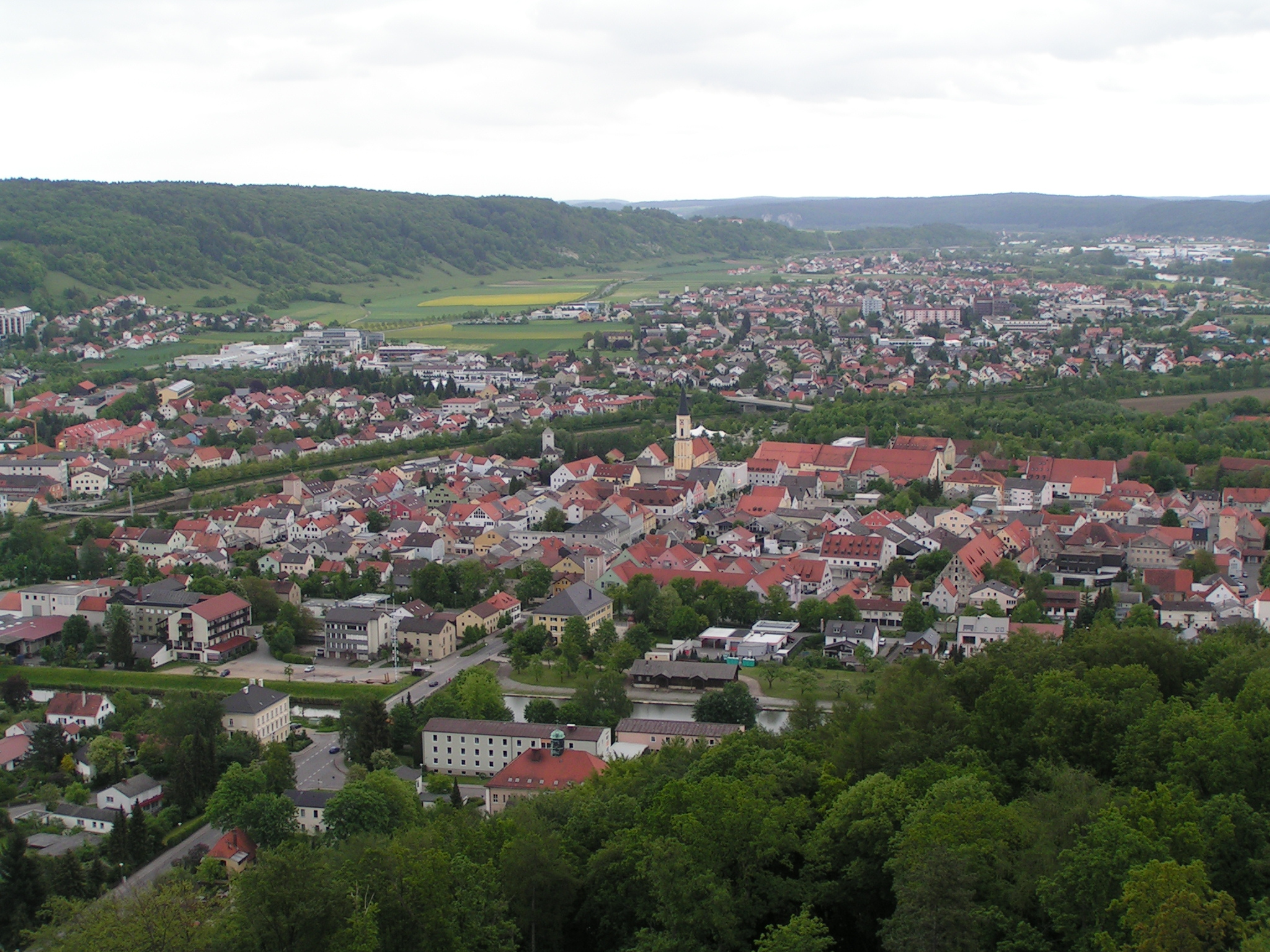
Kelheim
(panoramă)

Kelheim este un oraș din landul Bavaria, Germania. Se află în Valea Altmühl; lângă Dunărea și Altmühl; și la o altitudine de 345 m deasupra nivelului mării. Are o suprafață de 76,84 km² și 76,68 km². Populația este de 16.714 locuitori, determinată în 30 septembrie 2019, prin actualizare statistică[*].